# Charles W. Sawyer

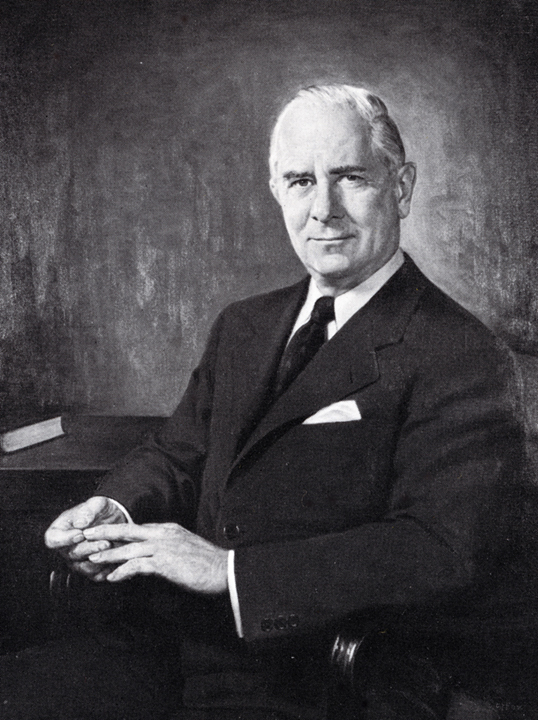
Charles W. Sawyer

Charles W. Sawyer (* 10. Februar 1887 in Cincinnati, Ohio; † 7. April 1979 in Palm Beach, Florida) war ein US-amerikanischer Politiker der Demokratischen Partei, der dem Kabinett von US-Präsident Harry S. Truman als Handelsminister angehörte.
Nach dem Besuch des Oberlin College machte er 1911 seinen Jura-Abschluss an der University of Cincinnati. In seiner Heimatstadt arbeitete Sawyer zunächst auch als Anwalt, ehe er eine politische Karriere einschlug und von 1912 bis 1916 im Stadtrat von Cincinnati saß.
In der Zeit zwischen den Weltkriegen stieg Charles Sawyer zu einer Führungspersönlichkeit innerhalb der Demokratischen Partei von Ohio auf. Die von ihm angeführte Faktion stritt in den 1930er-Jahren mit den Anhängern von Martin Davey um die Vorherrschaft innerhalb der Partei. Dabei hatte Sawyer von 1933 bis 1935 das Amt des Vizegouverneurs von Ohio unter Gouverneur Davey inne; 1938 wurde er als demokratischer Kandidat für die Wahl zum Gouverneur nominiert, doch er unterlag dem Republikaner John W. Bricker.
1944 wurde Sawyer von Präsident Franklin D. Roosevelt zum US-Botschafter in Belgien berufen; gleichzeitig fungierte er als Gesandter in Luxemburg. 1945 schied er aus diesem Amt aus. Zwei Jahre später berief ihn Roosevelts Nachfolger Harry S. Truman in das Civil Service Commission's Review Board. Schließlich trat er 1948 als Handelsminister ins Bundeskabinett ein. Dabei erhielt er von Präsident Truman 1952 den Auftrag, die administrative Kontrolle über die Stahlwerke in den USA zu übernehmen. Diese Maßnahme wurde als notwendig angesehen, um einen Stahlarbeiterstreik zu verhindern, der die Handlungsfähigkeit der Vereinigten Staaten im Koreakrieg beeinträchtigt hätte.
Nach dem Ende von Trumans Amtszeit als Präsident schied auch Charles Sawyer im Januar 1953 aus der Regierung aus. Er kehrte nach Cincinnati zurück, wo er in eine Anwaltskanzlei eintrat, die der ehemalige US-Senator Robert A. Taft gegründet hatte. Sawyer wurde deren geschäftsführender Partner. In der Lokalpolitik war er dabei auch weiterhin aktiv.
Charles W. Sawyer heiratete am 15. Juli 1918 Margaret Sterrett Johnston. Aus der Ehe entstammen fünf Kinder (Anne Johnston, Charles II, Jean Johnston, John William und Edward Milton). John Sawyer war 1967 Mitbegründer der NFL-Footballmannschaft Cincinnati Bengals. 1937 starb Margaret. Am 10. Juni 1942 heiratete er Elizabeth De Weyrac.